# Walden Vargas
Walden Vargas (Barbacoas, Nariño, Colombia; 25 de noviembre de 1984) es un exfutbolista colombiano. Se desempeñaba como defensa central y actualmente se desempeña como entrenador en las divisiones formativas de deportivo pasto.

## Trayectoria
Walden Vargas empezó a jugar al fútbol en el Deportivo Pasto ascendiendo de las categorías menores hasta su debut en el equipo profesional un 23 de octubre de 2005, entró como sustituto en un partido contra el América de Cali al minuto 85 por Jorge Agudelo. Su primer partido como titular llegó un semestres después enfrentando un 23 de abril de 2006 a Boyacá Chicó en el equipo que dirigía Oscar Quintabani. Ganándose la confianza del entrenador se quedó con el puesto para formar la defensa con el experimentado Harnol Palacios y consagrarse campeón con el Deportivo Pasto en el Torneo Apertura 2006 y consiguiendo el boleto para participar la Copa Libertadores 2007 junto a Santos, Gimnasia y Esgrima de la Plata y Defensor Sporting.
Su historia con el Deportivo Pasto empezó de gran manera, haciendo del dorsal #4 una insignia del equipo pastuso convirtiese en uno de los gloriosos jugadores que levantaron el trofeo en 2006 bajo las órdenes de Oscar Quintabani. Fue titular en los dos partidos de la final disputados frente al Deportivo Cali y desde su debut hasta el 2010 continuó titular con el primer equipo pastuso, consiguió su primer gol el 2 de marzo de 2008 en la victoria 0-1 frente al Envigado Fútbol Club, en el 2009 llegó a una nueva final, esta vez por la Copa Colombia enfrentando a doble partido al Santa Fe perdiendo al final por penales 5-4, ese mismo año su equipo no consigue aumentar su promedio en la tabla del descenso y es relevado a segunda división. El 2010 lo jugó en la Categoría Primera B colombiana con el Pasto y haciéndose cargo de la capitanía del equipo hizo una gran campaña en el año llegando hasta la final frente al Itaguí Ditaires, perdiéndola se vio obligando a disputar la promoción frente a Envigado FC no logrando ascender.
Walden Vargas arrancó la temporada 2011 nuevamente en primera división, El Atlético Huila se hizo con el defensor llegando a préstamo con opción de compra por un año

## Clubes
| Club             | País     | Año         | Partidos | Goles |
| ---------------- | -------- | ----------- | -------- | ----- |
| Deportivo Pasto  | Colombia | 2005 - 2010 | 180      | 4     |
| Atlético Huila   | Colombia | 2011        | 10       | 0     |
| Patriotas Boyacá | Colombia | 2013 - 2014 | 18       | 1     |
| Real Cartagena   | Colombia | 2014        | 4        | 0     |

## Palmarés

### Campeonatos nacionales
| Título          | Club            | País     | Año  |
| --------------- | --------------- | -------- | ---- |
| Torneo Apertura | Deportivo Pasto | Colombia | 2006 |